# Wygoda (gmina Imielno)
Wygoda – wieś w Polsce położona w województwie świętokrzyskim, w powiecie jędrzejowskim, w gminie Imielno.
| SIMC    | Nazwa       | Rodzaj    |
| ------- | ----------- | --------- |
| 0239907 | Olszynka    | kolonia   |
| 0239882 | Pogrzebiec  | część wsi |
| 0239899 | Za Olszynką | kolonia   |

W latach 1975–1998 miejscowość należała administracyjnie do województwa kieleckiego.